# Milorad Pavić (escriptor)
Milorad Pavić (ciríl·lic serbi: Милорад Павић) (Belgrad, 15 d'octubre de 1929 - 30 de novembre de 2009) va ser un escriptor i professor de literatura sèrbia. La seua obra més destacada internacionalment és Diccionari khàzar, considerada un exponent de la literatura postmoderna i la narrativa hipertextual. Aquesta obra, així com L'últim amor a Constantinoble, té la particularitat d'estar escrita en dues versions, una de masculina i altra de femenina.
Va ser proposat per al Premi Nobel de Literatura per experts d'Europa, Estats Units i Brasil. Va ser membre de l'Acadèmia Sèrbia de Ciències i Arts des de 1991.

## Llibres en català
- Diccionari khàzar, Barcelona: Columna Edicions, 1989, 2002. Traducció de Jadranka Vrsalović Carević i Francesc Prat Garriga.[3] Hi les dues versions: una de "femenina"[4] i l'altra de "masculina".[5][6]